# Dalton (Georgia)
Dalton is een plaats (city) in de Amerikaanse staat Georgia, en valt bestuurlijk gezien onder Whitfield County. De stad is sinds 1985 verbroederd met Dilbeek op initiatief van ere-burgemeester Jef Valkeniers.

## Demografie
Bij de volkstelling in 2000 werd het aantal inwoners vastgesteld op 27.912.
In 2006 is het aantal inwoners door het United States Census Bureau geschat op 33.045, een stijging van 5133 (18,4%).

## Geografie
Volgens het United States Census Bureau beslaat de plaats een oppervlakte van
51,3 km², geheel bestaande uit land.

## Plaatsen in de nabije omgeving
De onderstaande figuur toont nabijgelegen plaatsen in een straal van 24 km rond Dalton.